# Kurachove
Kurachove (in ucraino Курахове?; in russo Курахово?, Kurachovo) è una città dell'Ucraina (18 220 abitanti) situata nel distretto di Pokrovs'k, nell'oblast' di Donec'k. Ospita l'amministrazione della comunità territoriale di Kurachove, una delle comunità territoriali dell'Ucraina.
Fino al 18 luglio 2020 Kurachove apparteneva al distretto di Mar"ïnka, abolito come parte della riforma amministrativa dell'Ucraina, che ha ridotto a otto il numero dei distretti dell'oblast' di Donec'k. L'area del distretto di Mar"ïnka è stata trasferita al distretto di Pokrovs'k.
La città, estesa lungo la riva meridionale del bacino artificiale del fiume Vovča, è un importante centro industriale del Donbass con fabbriche elettrometallugiche, meccaniche e delle costruzioni; ospita inoltre una grande centrale termoelettrica, la Kurakhivska TES. Dal 6 gennaio 2025 Kurachove, parzialmente abbandonata dalla popolazione, è completamente occupata dall'esercito russo.

## Storia
Nel corso della guerra russo-ucraina iniziata su vasta scala nel febbraio 2022, la città è stata raggiunta e attaccata delle forze russe a partire dal mese di novembre 2024; dopo aspri combattimenti, i russi hanno conquistato alla metà di dicembre il quartiere centrale compreso l'edificio amministrativo principale. Alla fine del mese di dicembre 2024, dopo ulteriori aspri scontri, le truppe russe sembrano aver completamente occupato l'area abitata, mentre il 31 dicembre alcuni filmati sembrano indicare che i soldati russi hanno raggiunto anche l'importante centrale termoelettrica e i principali stabilimenti dell'area industriale ad occidente dell'area urbana. Il giorno 6 gennaio 2025 il Ministero della difesa della Russia ha annunciato ufficialmente che le truppe russe hanno completato la conquista della città.